# Stelis grossilabris
Stelis grossilabris är en orkidéart som beskrevs av Heinrich Gustav Reichenbach. Stelis grossilabris ingår i släktet Stelis och familjen orkidéer. Inga underarter finns listade i Catalogue of Life.